# イグマン山
イグマン山（Igman,Игман）は、ボスニア・ヘルツェゴビナ中央部に位置する山である。サラエヴォ南西部に位置し、ビイェラシュニツァ山やイリジャに接している。イグマン山の最高地点はヴラヒニャ峰（Vlahinja Ridge）で1,502mである。サラエヴォ周辺の主だった山の中では一番標高が低い。イグマン山はハイキングやスキーの目的地としてポピュラーで、1984年に開催されたサラエボオリンピックではヤホリナ山、ビイェラシュニツァ山と共に主要会場として使われていた。マロ・ポリェ（Malo Polje）地区はスキージャンプとノルディック複合の会場として使用され、ヴェリコ・ポリェ（Veliko Polje）地区はバイアスロン、クロスカントリースキー、ノルディック複合の会場として使われている。 多くの施設がオリンピック開催に合わせて整備されたが、1992年から1995年にかけて起こったボスニア・ヘルツェゴビナ紛争で受けた傷跡を残している。現在ではイグマン山はサラエヴォの主要な観光地の一つである。新たなケーブルカーを整備する計画もある。
注目される施設の一つとして冬季オリンピック以来のスキージャンプ台がある。紛争中は処刑場として使われていた。イグマン山は最低気温の記録があり、－43℃まで下がったことがある。天気が良く見通しが利く日はモンテネグロやアドリア海を望むことが出来る。